# Тадеуш Мілевський
Тадеуш Мілевський (пол. Tadeusz Milewski; 17 травня 1906 — 5 березня 1966, Краків) — польський лінгвіст, професор Ягеллонського університету.

## Біографія
Народився в Коломиї в родині лікаря Фелікса Мілевського і Юстини, уродженої Вояківська. З 1925 р вивчав слов'янське мовознавство в університеті Яна Казимира у Львові. У 1929 році, захистив роботу Przyczynki do dziejów języka połabskiego і, отримавши звання доктора, переїхав до Кракова, де в 1933 році пройшов процедуру хабілітації. Вивчав індоєвропеїстику в Колеж де Франс в 1931—1933 рр. У 1939 отримав посаду професора Католицького університету Любліна, проте не встиг приступити до роботи в ньому через початок війни.
6 листопада 1939 року був заарештований, перебував у концтаборах Заксенгаузен і Дахау. Після війни повернувся до Ягеллонського університету, а також став членом ПАН. У 1956 році призначений деканом факультету філології Ягеллонського університету.
Помер 5 березня 1966 року після тривалої хвороби. Похоронними урочистостями керував краківський архієпископ — Кароль Войтила.
Займався старопольскою мовою, ономастикою, теорією мови, індіанськими мовами.

## Праці
- Dwie bulle wrocławskie z lat 1 155 i 1 245 (1927)
- Przyczynki do dziejów języka połabskiego (1929)
- Rozwój fonetyczny wygłosu prasłowiańskiego (1933)
- Zarys językoznawstwa ogólnego
  - cz. 1: Teoria językoznawstwa (1947)
  - cz. 2: Rozmieszczenie języków (1948)
  - cz. 3: Typologia (не закінчена)
- Wstęp do językoznawstwa (1954)
- Językoznawstwo PWN Warszawa (1975)